# Xylotrechus contortus
Xylotrechus contortus là một loài bọ cánh cứng trong họ Cerambycidae.